# ساندرا لافي
ساندرا لافي هي لاعب هوكي الحقل كندية، ولدت في 12 ديسمبر 1965.

## وصلات خارجية
- ساندرا لافي على موقع الاتحاد الدولي للهوكي (الإنجليزية)
- ساندرا لافي على موقع اللجنة الأولمبية الدولية (الإنجليزية)
- ساندرا لافي على موقع أوليمبيديا (الإنجليزية)
- ساندرا لافي على موقع اللجنة الأولمبية الكندية (الإنجليزية)